# Agrotis
Agrotis és un gènere de lepidòpters ditrisis de la família dels noctúids (Noctuidae).

## Característiques
Normalment els membres d'aquest gènere són papallones relativament petites. Tenen les ales anteriors de colors grisencs, amb dibuixos difuminats, imitant l'escorça o fulles seques d'alguns arbres. Les ales posteriors són normalment blanques o blanquinoses.

## Història natural
Les erugues d'algunes espècies, com el cuc gris de la gespa (Agrotis segetum), es consideren perjudicials per a l'agricultura. D'altres, com Agrotis laysanensis, Agrotis cremata, Agrotis crinigera, Agrotis fasciata, Agrotis kerri, Agrotis melanoneura, Agrotis microreas, Agrotis panoplias, Agrotis photophila i Agrotis procellaris, s'han extingit.

## Algunes espècies
- Agrotis aeneipennis Grote, 1876.
- Agrotis alexandriensis Baker, 1894.
- Agrotis alpestris Boisduval, 1837.
- Agrotis apicalis Herrich-Schäffer, 1868.
- Agrotis atha Strecker, 1898.
- Agrotis biconica Kollar, 1844.
- Agrotis buchholzi Barnes & Benjamin, 1929.
- Agrotis carolina Schweitzer & McCabe, 2004.
- Agrotis characteristica Alphéraky, 1892.
- Agrotis chretieni Dumont, 1903.
- Agrotis cinerea (Denis & Schiffermüller, 1775.
- Agrotis clavis Hufnagel, 1766.
- Agrotis crassa Hübner, 1803.
- Agrotis daedalus Smith, 1890.
- Agrotis desertorum Boisduval, 1840.
- Agrotis dolli Grote, 1882.
- Agrotis emboloma Lower, 1918.
- Agrotis endogaea Boisduval, 1837.
- Agrotis exclamationis Linnaeus, 1758.
- Agrotis fatidica Hübner, 1824.
- Agrotis gladiaria Morrison, 1875.
- Agrotis graslini Rambur, 1848.
- Agrotis gravis Grote, 1874.
- Agrotis haesitans Walker, 1857.
- Agrotis haifae Staudinger, 1897.
- Agrotis herzogi Rebel, 1911.
- Agrotis incognita Staudinger, 1888.
- Agrotis infusa Boisduval, 1832, Bogong
- Agrotis interjectionis Guénée, 1852.
- Agrotis ipsilon Hufnagel, 1766.
- Agrotis iremeli Nupponen, Ahola & Kullberg, 2001.
- Agrotis kinabaluensis Holloway, 1976.
- Agrotis kingi McDunnough, 1932.
- Agrotis lata Treitschke, 1835.
- Agrotis luehri Mentzer et Moberg, 1987.
- Agrotis magnipunctata Prout.
- Agrotis malefida Guénée, 1852.
- Agrotis manifesta Morrison, 1875.
- Agrotis militaris Staudinger, 1888.
- Agrotis mollis Walker, 1857.
- Agrotis munda Walker, 1857.
- Agrotis musa Smith, 1910).
- Agrotis obesa Boisduval, 1829.
- Agrotis obliqua Smith, 1903.
- Agrotis Ochsenheimer, 1816.
- Agrotis orthogonia Morrison, 1876.
- Agrotis orthogonoides McDunnough, 1946.
- Agrotis patricei Viette, 1959.
- Agrotis poliophaea Turner, 1926.
- Agrotis poliotis Hampson, 1903.
- Agrotis porphyricollis Guénée, 1852.
- Agrotis puta Hübner, 1803.
- Agrotis radians Guénée, 1852.
- Agrotis repleta Walker, 1857.
- Agrotis ripae Hübner, 1823.
- Agrotis robustior Smith, 1899.
- Agrotis ruta Eversmann, 1851.
- Agrotis sabulosa Rambur, 1839.
- Agrotis sardzeana Brandt, 1941.
- Agrotis schawerdai Bytinski-Salz, 1937.
- Agrotis segetum Denis & Schiffermüller, 1775 - Cuc gris de la gespa
- Agrotis sesamioides Rebel, 1907.
- Agrotis simplonia Geyer, 1832.
- Agrotis spinifera Hübner, 1808.
- Agrotis stigmosa Morrison, 1875.
- Agrotis subterranea Fabricius, 1794.
- Agrotis syricola Corti et Draudt, 1933.
- Agrotis trifurca Eversmann, 1837.
- Agrotis trifurcula Staudinger, 1892.
- Agrotis trux Hübner, 1824.
- Agrotis turatii Standfuss, 1888.
- Agrotis vancouverensis Grote, 1873.
- Agrotis venerabilis Walker, 1857.
- Agrotis vestigialis Hufnagel, 1766.
- Agrotis vetusta Walker, 1865.
- Agrotis villosus Alphéraky, 1887.
- Agrotis volubilis Harvey, 1874.
- Agrotis yelai Fibiger, 1990.

Espècies extintes †
- Agrotis cremata Butler, 1880, (Maui)[2]
- Agrotis crinigera Butler, 1881, (Illa de Hawaii, Maui, i Oahu)
- Agrotis fasciata Hübner, 1824, (Atol Midway)
- Agrotis kerri Swezey, 1920, (French Frigate Shoals)
- Agrotis laysanensis Rothschild, 1894 - (Laysan)
- Agrotis melanoneura Meyrick, 1899, (Hawaii)[3]
- Agrotis microreas Meyrick, 1899, (Hawaii)
- Agrotis panoplias Meyrick, 1899, (Kona, Illa de Hawaii)
- Agrotis photophila Butler, 1879, (Oahu)
- Agrotis procellaris Meyrick, 1900, (Laysan)
- Agrotis tephrias Meyrick, 1899, (Kauai)

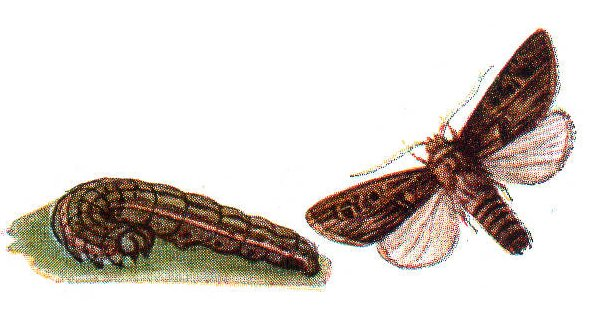
Eruga i papallona del cuc gris de la gespa (Agrotis segetum)
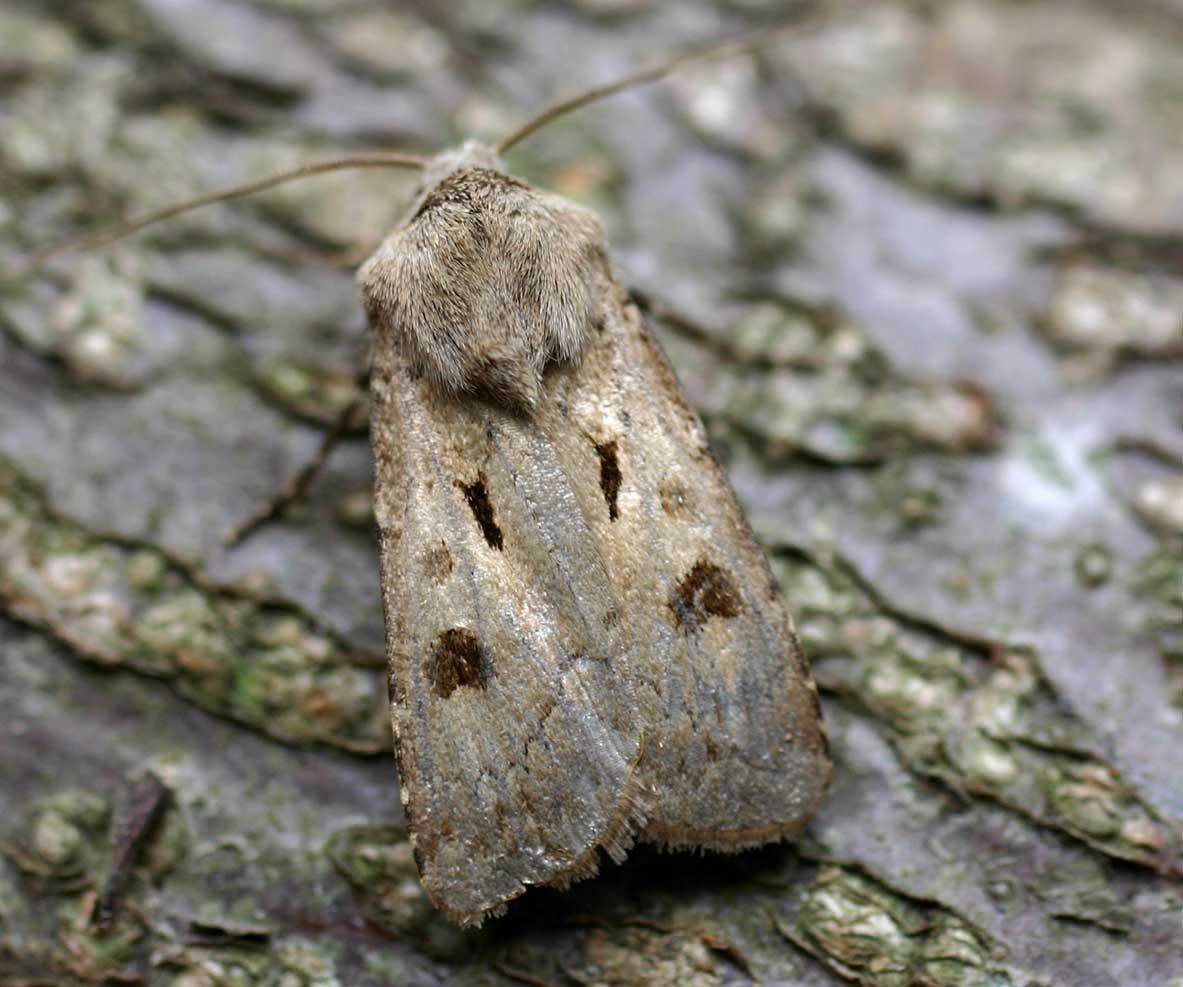
Agrotis exclamationis. Papallona adulta en repòs
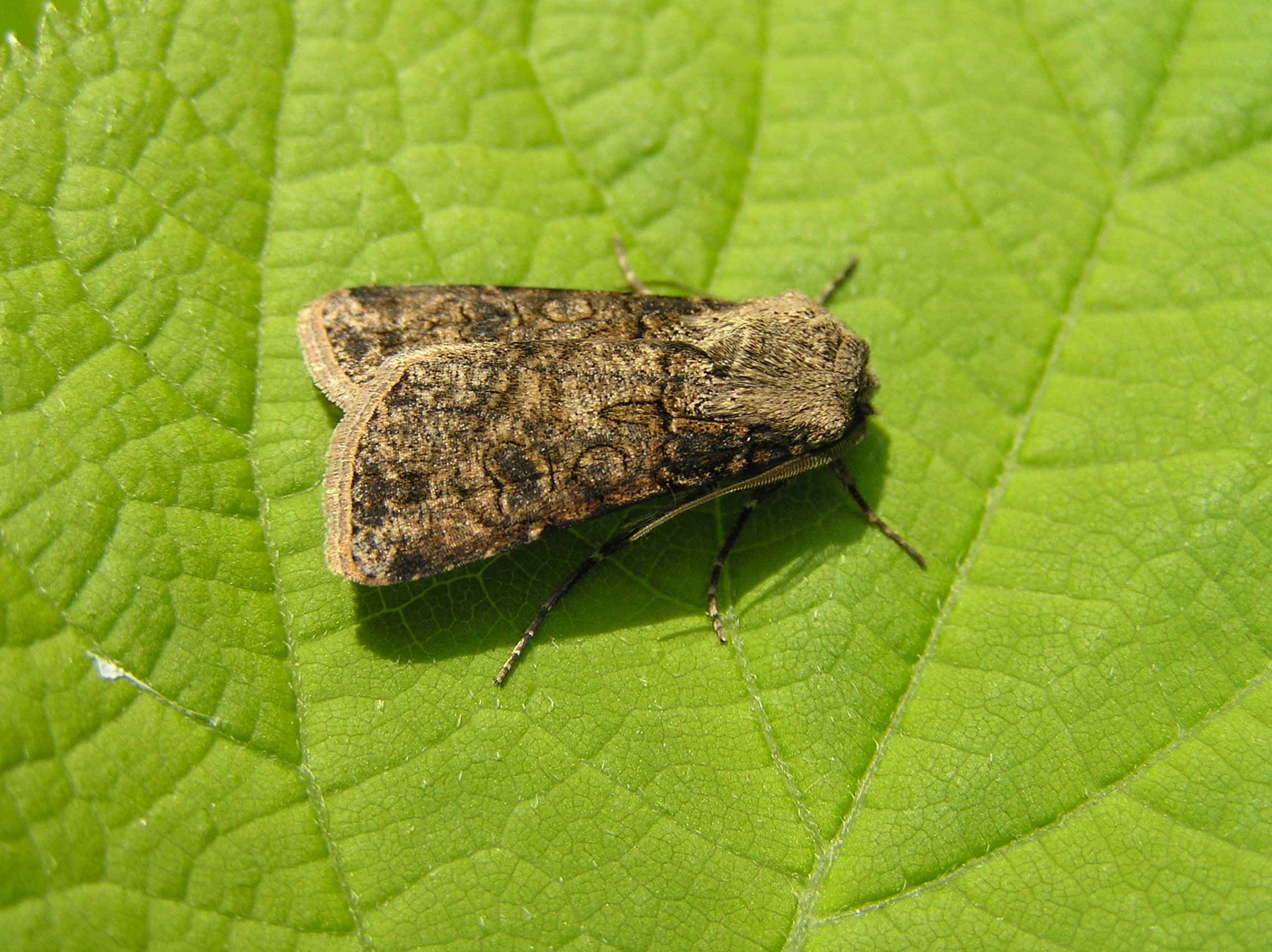
Agrotis clavis sobre una fulla
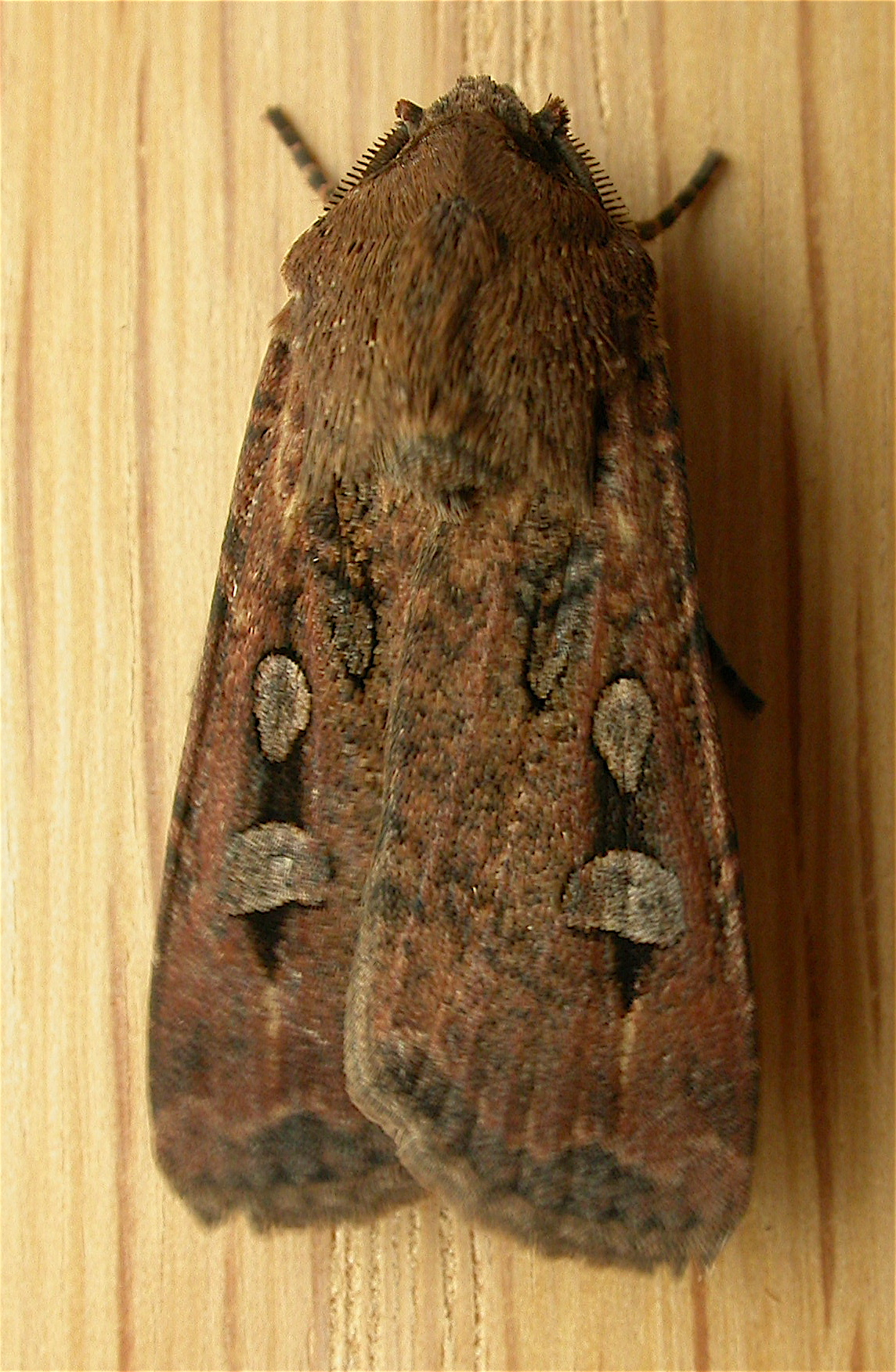
Agrotis infusa espècie australiana coneguda com a "bogong"